# Район Аляска
Район Аляска — термін, яким позначався 17 травня 1884 року — 24 серпня 1912 року сьогоденний терен штату Аляска. Район перетворено на територію Аляска.
Конгрес США 48-го скликання на своїй першій сесії в главі 53 «Великого зводу законодавства» (англ. «Statutes at Large») прийняв «Акт про забезпечення цивільного уряду для Аляски» (англ. «An act providing a civil government for Alaska»), відомий як «Перший закон про утворення нової території» (англ. «First Organic Act»):
«…територія, передана Росією Сполученим Штатам за договором від тридцятого березня тисяча вісімсот шістдесят сьомого року і відома як Аляска, складатиме цивільний та судовий округ, уряд якого організовується та адмініструється, як передбачено далі».
У 1896 р. почалась Клондайкська золота лихоманка.
У 1902 — 1914 рр. відбулося будівництво Аляскинської залізниці, що сполучила Сьюард з Фербенкс.
У 1910 рр. розпочалась експлуатація багатих мідних рудників у Кеннікотт.

## Ресурси Інтернету
- Історія Аляски(англ.)

| США | Це незавершена стаття з географії США. Ви можете допомогти проєкту, виправивши або дописавши її. |